# 蒙莱拉马什
蒙莱拉马什（法語：Mont-lès-Lamarche，法語發音：[mɔ̃ lɛ lamaʁʃ] ⓘ，意为“拉马什附近的蒙”）是法国大東部大區孚日省的一个市镇，属于讷沙托区。

## 地理
蒙莱拉马什（48°1'16"N, 5°48'28"E）面积7.1 平方千米，位于法国大東部大區孚日省，该省份为法国东北部内陆省份，北起默兹省和默尔特-摩泽尔省，西接上马恩省，南至上索恩省和贝尔福地区省，东临上莱茵省和下莱茵省。
与蒙莱拉马什接壤的市镇（或旧市镇、城区）包括：拉里维耶尔-阿尔农库尔、塞尔克、伊什、拉马什。
蒙莱拉马什的时区为UTC+01:00、UTC+02:00（夏令时）。

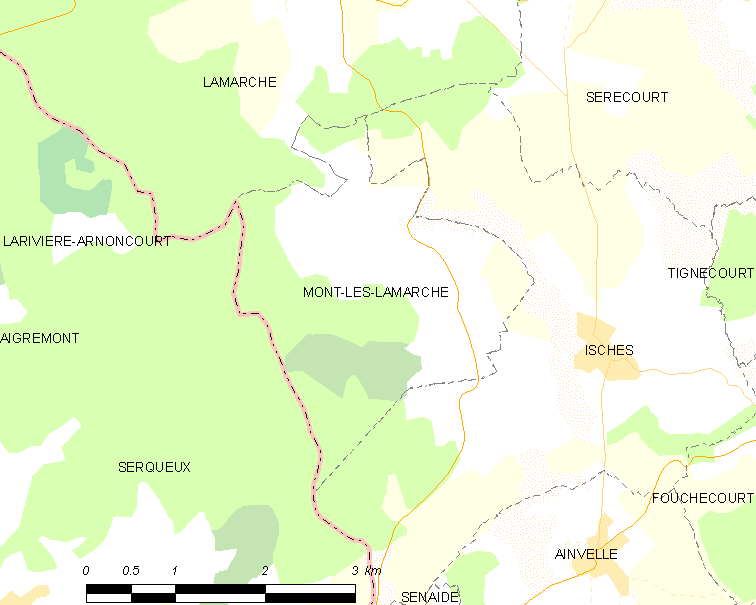
蒙莱拉马什的OSM定位图

## 行政
蒙莱拉马什的邮政编码为88320，INSEE市镇编码为88307。

## 政治
蒙莱拉马什所属的省级选区为达尔内县。

## 人口

1962-2008年间蒙莱拉马什人口变化图示

蒙莱拉马什于2022年1月1日时的人口数量为94人。